# Tomasz Ruśkiewicz
Tomasz Ruśkiewicz (ur. 22 listopada 1867 w Końskich, zm. 27 grudnia 1926 w Warszawie) − polski przedsiębiorca, elektryk, elektrotechnik, działacz społeczny, współtwórca polskiego przemysłu maszyn elektrycznych.

## Życiorys
Był synem Ludwika Ruśkiewicza (architekta) i Melanii z Machnickich. Ukończył w 1885 gimnazjum w Kielcach. W 1889 roku uzyskał tytuł Kandydata Nauk Matematycznych na Uniwersytecie Petersburskim. W okresie studiów związany był z tajnym Związkiem Młodzieży Polskiej "Zet". W 1890 powrócił do Polski i zamieszkał w Warszawie. Rosjanie skazali go i uwięzili na rok w Cytadeli za udział w obchodach święta 3 Maja. Został na pięć lat wydalony z Rosji i w 1892 wyjechał do Niemiec, gdzie rozpoczął studia elektrotechniczne na Politechnice w Darmstadt, kontynuowane następnie na Politechnice w Karlsruhe (pod kierownictwem prof. Engelberta Arnolda). Dyplom inżyniera elektryka uzyskał w 1897. 
W 1898 wrócił do Warszawy, gdzie podjął się działalności społecznej i propagowaniu elektrotechniki. W latach 1899–1901 był zatrudniony na stanowisku kierowniczym (kierownik techniczny) w fabryce ogniw i baterii "Tytan". W 1901 założył przedsiębiorstwo elektrotechniczne i elektroinstalacyjne "Ruśkiewicz i Godlewski", które m.in. uczestniczyło w budowie Filharmonii Warszawskiej. W 1911 zmieniło ono nazwę na "Ruśkiewicz, Godlewski, Tyszka", w 1918 przekształcone w Towarzystwo Akcyjne Polskie Towarzystwo Robót Elektrycznych. Był w nim dyrektorem zarządzającym oraz członkiem zarządu. W 1906 był współinicjatorem założenia pierwszej polskiej fabryki żarówek z żarnikiem metalowym (pod nazwą "Cyrkon", później "Tungsram"). Był tam pierwszym prezesem zarządu. W 1910 założył przedsiębiorstwo branży elektrycznej "Biuro techniczne - inż. T. Ruśkiewicz", które współuczestniczyło w budowie, uruchomieniu i prowadzeniu miejskich elektrowni w Kielcach i Końskich. Na mocy umowy z miastem stał się właścicielem elektrowni i sieci rozdzielczo-oświetleniowej w Kielcach. W 1902 był głównym inicjatorem stworzenia ogólnopolskiej organizacji przemysłowców i instalatorów "Związek przedsiębiorstw elektrycznych" (do końca życia był tam prezesem). Współorganizował również pierwsze polskie zrzeszenie techniczne na terenie ówczesnego Królestwa Kongresowego (organizacja musiała się mistyfikować pod nazwą Warszawskiego Oddziału Towarzystwa Popierania Rosyjskiego Przemysłu i Handlu). W 1899 był współtwórcą i członkiem prezydium Delegacji Elektrycznej przy sekcji Technicznej Warszawskiego Towarzystwa Popierania Rosyjskiego Przemysłu i Handlu, kierowanej wtedy przez Kazimierza Obrębowicza. Uczestniczył w Zjeździe Inżynierów i Techników w Petersburgu (1905). Był sygnatariuszem pierwszej odezwy Komitetu Obywatelskiego Pomocy Robotnikom i ich Rodzinom Pozbawionym Środków do Życia z powodu strajku w 1905.
Po odzyskaniu przez Polskę niepodległości został dyrektorem zrządzającym i członek zarządu Polskiego Towarzystwa Elektrycznego. Brał udział we wznoszeniu fabryk elektrycznych w Katowicach i Warszawie. Był jednym z inspiratorów i organizatorów Zjazdu Założycielskiego Stowarzyszenie Elektryków Polskich w Warszawie (1919) i członkiem prezydium tego zjazdu. W 1925 zorganizował Spółdzielnię "Polskie Elektrownie" (był w niej prezesem i pierwszym dyrektorem zarządzającym).
Interesował się historią i muzyką, był bibliofilem. Znał m.in. język francuski, niemiecki i rosyjski.
Pochowano go w grobie rodzinnym na Cmentarzu Powązkowskim w Warszawie (przemówienie wygłosił prof. Mieczysław Pożaryski). 

## Publikacje
Był współzałożycielem, członkiem zarządu oraz komitetu redakcyjnego czasopisma „Przegląd Elektrotechniczny”. Współfinansował i redagował Księgę Pamiątkową Kielczan 1856-1904 (1925). Opublikował m.in. następujące artykuły:
- Tramwaje i koleje elektryczne (1901),
- Koszt światła elektrycznego w instalacjach prywatnych (1902),
- Stan i perspektywy przemysłu elektrotechnicznego w Polsce (1919),
- Gospodarka elektryczna w Polsce (1923),
- Tajny Związek Młodzieży Polskiej w latach 1887-1893 (książka, 1926)[1].

## Rodzina
31 maja 1895 ożenił się w Rydze z Heleną Hirszfeld (działaczką społeczną i narodową, 1872- 1948), córką doktora medycyny, Ludwika Maurycego i Anny. Mieli trójkę dzieci: Bolesława (inżyniera lotnictwa, współtwórcę PLL LOT), Tadeusza i Zofię.

## Upamiętnienie
13 listopada 2019 jego imię nadano Oddziałowi Kieleckiemu SEP.